# Olextla de Juárez
Olextla de Juárez är en ort i Mexiko.   Den ligger i kommunen Acuamanala de Miguel Hidalgo och delstaten Tlaxcala, i den sydöstra delen av landet, 100 km öster om huvudstaden Mexico City. Olextla de Juárez ligger 2 340 meter över havet och antalet invånare är 869.
Terrängen runt Olextla de Juárez är platt åt nordväst, men åt sydost är den kuperad. Terrängen runt Olextla de Juárez sluttar västerut. Runt Olextla de Juárez är det mycket tätbefolkat, med 1 632 invånare per kvadratkilometer. Närmaste större samhälle är Puebla de Zaragoza, 19,5 km söder om Olextla de Juárez. I omgivningarna runt Olextla de Juárez växer huvudsakligen savannskog.